# Cọ Hạ Long
Cọ Hạ Long (danh pháp hai phần: Livistona halongensis) thuộc chi Livistona là một trong những loài thực vật đặc hữu chỉ có ở Vườn quốc gia Cát Bà, Hải Phòng và Vịnh Hạ Long. Loài này được các nhà khoa học phát hiện vào năm 1999.
Cọ Hạ Long được Nguyễn Tiến Hiệp & Ruth Kiew miêu tả khoa học đầu tiên năm 2000.

## Phân bố
Loài này có mặt trên một số đảo đá vôi ở Vườn Quốc gia Cát Bà, vịnh Hạ Long.

## Đặc điểm
Đây là loài thực vật ưa sáng, thường mọc trên các đỉnh của các đảo đá với chiều cao vượt trội so với các loài thực vật khác. Rễ của loài này rất khoẻ và cứng, có khả năng bám trên đá hay luồn lách sâu vào các khe nứt của núi đá vôi. Thân của cọ Hạ Long là dạng thân cột, không phân nhánh, chiều cao của cây trưởng thành từ 7-12m, đường kính thân từ 25–30 cm, toàn thân cây có các lớp viền bao phủ. Lá xếp theo hình hoa thị tại đỉnh thân, phiến lá xẻ chân vịt, đường kính trung bình 45–60 cm, cuống lá dài 0,8-1,2m, có hai hàng gai dọc hai bên cuống. Thời gian ra hoa là từ tháng 4-6. Hoa của chúng có màu trắng vàng, mọc thành từng cụm như đuôi sóc, trong khi quả có hình cầu, đường kính từ 1,6-1,8 cm.

## Bảo tồn
Nhằm bảo tồn, nhân giống cọ Hạ Long, từ giữa năm 2006, Ban Quản lý Vịnh Hạ Long, Viện Sinh thái và Tài nguyên sinh vật Việt Nam cùng Trung tâm nghiên cứu ứng dụng khoa học và sản xuất lâm nông nghiệp tỉnh Quảng Ninh đã phối hợp triển khai đề tài "Nghiên cứu các đặc điểm sinh học, khả năng bảo tồn và phát triển loài cọ đặc hữu Vịnh Hạ Long". Sau 3 năm triển khai, đề tài đã mang lại thành công nhất định trong việc nhân giống cọ Hạ Long. Qua thí nghiệm ươm hạt trong môi trường đất tự nhiên, độ ẩm 60%, tỷ lệ nảy mầm của hạt đạt 23%; trên cát tinh, độ ẩm 60%, tỷ lệ nảy mầm đạt 10%. Hạt cọ ươm 15 ngày thì nảy mầm, sau 25 ngày cây con cao 6 cm, sau 90 ngày cao 12 cm. Ban Quản lý Vịnh Hạ Long đã nhân giống và trồng được 80 cây cọ con tại 2 khu vực đảo Cát Lán và Hang Trai trên Vịnh Hạ Long, các cây này sống, sinh trưởng tốt. Ngoài khu vực ven vịnh Hạ Long, loài thực vật đặc hữu này cũng đã được trồng thực nghiệm và nhân giống ở vườn quốc gia Cát Bà.
Từ thành công của việc ươm giống là tiền đề cho việc trồng, nhân giống cọ Hạ Long ra các địa điểm tham quan du lịch, vừa đạt được mục đích bảo tồn, phát triển loài cây đặc hữu này, đồng thời còn tạo ra cảnh quan đẹp, làm cho du khách hiểu rõ hơn, có cái nhìn gần hơn về những giá trị đa dạng sinh học của vịnh Hạ Long.
Tính cho đến nay, cọ Hạ Long là loài thực vật duy nhất trong số các thực vật đặc hữu của vịnh Hạ Long được nhân giống thành công. Ban Quản lý Vịnh Hạ Long từng có ý tưởng nhằm không chỉ bảo tồn cọ Hạ Long mà còn phải khai thác được những giá trị của loài cây đặc hữu này như phục vụ trong tham quan du lịch hay tạo ra các những chiếc nón lá cọ làm quà lưu niệm cho du khách. Ngoài ra cũng có thể tạo nên các sản phẩm khác từ cành, quả, thân của loài cây đặc hữu này.